# Acrylate de diméthylaminoéthyle
L'acrylate de diméthylaminoéthyle, ou DMAEA, est un composé chimique de formule CH2=CHCOOCH2CH2N(CH3)2. C'est l'ester d'acide acrylique CH2=CHCOOH et de diméthylaminoéthanol (CH3)2NCH2CH2OH. Il se présente sous la forme d'un liquide clair, incolore à jaunâtre, à l'odeur d'amine, particulièrement toxique. Il est miscible avec l'eau, réagit avec les bases et s'hydrolyse rapidement en acide acrylique et diméthylaminoéthanol. Ses vapeurs sont susceptibles de former des mélanges inflammables avec l'air. Il tend à polymériser spontanément à température élevée, sous l'effet d'un rayonnement ou encore en présence d'un amorceur radicalaire. Il doit par conséquent être proprement stabilisé et conservé dans un endroit frais (température inférieure à 25 °C), sec et protégé de la lumière.

## Synthèse
On obtient l'acrylate de diméthylaminoéthyle par transestérification d'esters acryliques tels que l'acrylate de méthyle CH2=CHCOOCH3 ou l'acrylate d'éthyle CH2=CHCOOCH2CH3 avec le diméthylaminoéthanol sous catalyse acide par des composés d'étain (comme des stannoxanes (en)) ou de titane (comme l'isopropylate de titane). Il est possible d'obtenir des rendements supérieurs à 95 %.
La réaction doit être menée en présence d'inhibiteurs de polymérisation tels que la phénothiazine en raison de la forte tendance des réactifs et des produits à polymériser. Avec l'acrylate d'éthyle, il se forme de l'éthanol CH3CH2OH, qui doit être éliminé du mélange réactionnel par distillation afin d'obtenir des rendements élevés. Le produit est purifié par distillation sous vide et stabilisé avec environ 0,1 % de 4-méthoxyphénol (MeHQ).

## Utilisation
L'acrylate de diméthylaminoéthyle est un ester acrylique portant un groupe fonctionnel basique. Il réagit par conséquent en tant que composé carbonylé α,β-insaturé dans une réaction d'addition avec les nucléophiles selon une addition de Michael. C'est un monomère réactif, qui forme des homopolymères et des copolymères avec les amides, les esters et les sels de l'acide acrylique, ainsi qu'avec les méthacrylates CH2=C(CH3)COO–, l'acrylonitrile CH2=CH–C≡N, les esters d'acide maléique HOOCCH=CHCOOH, l'acétate de vinyle CH2=CHOCOCH3, le chlorure de vinyle CH2=CHCl, le 1,1-dichloroéthylène CH2=CCl2, le styrène CH2=CHC6H5, le 1,3-butadiène CH2=CH–CH=CH2, les polyesters insaturés et les huiles siccatives. Le DMAEA des copolymères améliore leur nature nucléophile, leur caractère basique, leur solubilité dans l'eau et leur adhérence aux substrats polaires chargés négativement, ainsi que la facilité de coloration des fibres acryliques avec des teintures anioniques. De tels copolymères sont utilisés comme résines, peintures, revêtements, adhésifs et même en spray fixant pour les cheveux.
La principale utilisation de l'acrylate de diméthylaminoéthyle est la réaction de Menshutkin avec des agents alkyants tels que le chlorométhane CH3Cl, le sulfate de diméthyle (CH3)2SO4 ou le chlorure de benzyle C6H5CH2Cl pour former des sels d'ammonium quaternaire.